# 아카사촌
아카사촌(赤佐村)은 시즈오카현의 서부, 도요다군·하마나군에 속해있던 촌이다. 현재의 하마마쓰시 하마나구 중북부에 해당한다.

## 역사
- 1889년 4월 1일 - 정촌제 시행에 의해 도요다군 아카사촌이 성립하였다.
- 1891년 4월 1일 - 군 개편에 의해 하마나군에 속하게 되었다.
- 1956년 4월 1일 - 하마나정, 기타하마촌, 아카사촌, 나카제촌, 이나사군 아라타마촌과 합병해, 하마나군 하마키타정이 성립하였다.
- 1963년 7월 1일 - 기타하마정이 시로 승격해 기타하마시가 되었다.
- 2005년 7월 1일 - 기타하마시가 하마마쓰시에 편입되었다.
- 2007년 4월 1일 - 하마마쓰시가 정령지정도시로 승격해, 구촌지역은 하마키타구가 되었다.
- 2024년 1월 1일 - 하마마쓰시의 행정구역 개편에 따라 구촌 지역이 하마나구가 되었다.

## 교통

### 철도
- 일본국유철도(현 덴류하마나코 철도)
  - 후타마타선

### 도로
- 국도 제152호선

## 참고문헌
- 角川地名大辞典22静岡県